# Kuusakoski
Kuusakoski Group Oy är ett industriellt återvinningsföretag grundat i Viborg, Finland 1914. Huvudkontoret ligger i Esbo. De viktigaste produkterna är återvunnet stål, rostfritt stål och gjutna aluminiumlegeringar inom stål- och gjuteriindustrin. Förutom metaller återvinner Kuusakoski byggavfall och fibermaterial. Koncernen har ca 3000 anställda (2010). I Sverige har Kuusakoski verksamhet på 20 orter vilka står för ca 10% av koncernens omsättning